# Teretrius convexisternus
Teretrius convexisternus är en skalbaggsart som beskrevs av Heinrich Bickhardt 1921. Teretrius convexisternus ingår i släktet Teretrius och familjen stumpbaggar. Inga underarter finns listade i Catalogue of Life.